# Crocetta (vela)

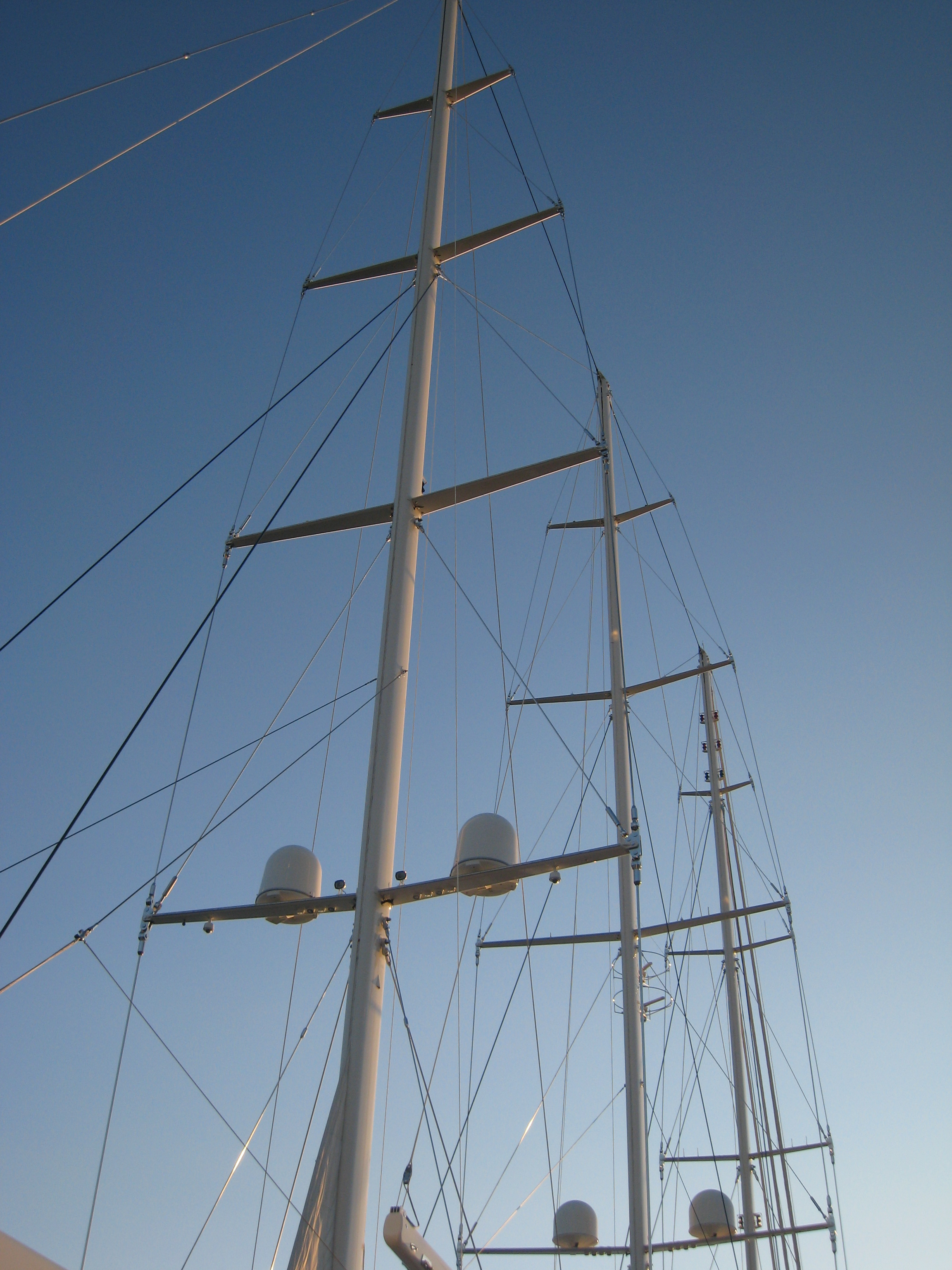
Le crocette di un moderno veliero

Nelle barche a vela, le crocette sono supporti montati su ciascun albero. Sono fondamentali per ridurre l’angolo con cui le sartie intersecano l’albero, diminuendo le forze di trazione sul sartiame stesso ed aumentando la compressione dell’albero sulla coperta, sostenendolo quindi in maniera ottimale, così come previsto dai calcoli vettoriali secondo la regola del parallelogramma.
Le crocette, solitamente in coppia, sono disposte simmetricamente ai lati dell’albero e si contano in ordini, dove un ordine è composto da due crocette opposte e sullo stesso piano.
Può accadere che una sola di esse sia presente per sostenere uno strallo basso o del sartiame intermedio tra la parte bassa e la parte alta dell’albero.
Le crocette devono avere il miglior profilo aerodinamico possibile, e sulle barche moderne sono veri e propri profili alari. 
A parità di sviluppo (lunghezza) dell’albero, le crocette saranno tanto più efficienti quanto più sono disposte in alto e quanto più sono larghe. Nel caso in cui un solo ordine di crocette sia presente, esse saranno ragionevolmente montate a metà dell’albero.
Delle crocette molto ampie comportano un punto di attacco delle sartie in coperta altrettanto esterno, riducendo gli ordini di crocette necessari al sostenimento dell’albero, riducendo però lo spazio in falchetta e l’angolo di regolazione della vela di prua.
D’altro canto, delle crocette strette rendono necessari molteplici ordini, aumentando i costi e le parti soggette ad usura. Crocette strette e molteplici ordini, sono quasi imprescindibili in barche con scafi il cui baglio massimo è appoppato.